# Yahya Hammouda
Pour les articles homonymes, voir Yahya.
Yahya Hammouda (1908-2006 ; en arabe : يحيى حمودة) a été le dirigeant de l'Organisation de libération de la Palestine du 24 décembre 1967, à la suite de la démission de Ahmed Choukairy au 2 février 1969, date à laquelle Yasser Arafat lui succède.